# The Libertines
The Libertines é uma banda inglesa de garage rock, formada em Londres em 1997 por Carl Barât e Pete Doherty. A banda, centrada na parceria lírica de Barât e Doherty, também inclui John Hassall (baixo) e Gary Powell (bateria). O grupo fez parte do movimento post-punk revival, sendo considerado o seu pioneiro no Reino Unido.
A banda ganhou alguma notoriedade no início dos anos 2000. Apesar do seu sucesso mainstream ter sido inicialmente limitado, a sua popularidade rapidamente aumentou, culminando com um single e um álbum respectivamente em segundo e primeiro lugares nas tabelas de vendas britânicas. Em Dezembro de 2004, o seu álbum homónimo, o segundo da banda, foi votado como o segundo melhor álbum do ano pela revista britânica NME. Ambos os seus longa-duração foram produzidos por Mick Jones, da banda punk rock britânica The Clash.
Apesar do sucesso junto da crítica, a sua música era diversas vezes eclipsada pelos seus conflitos internos, decorrentes da adição de Doherty a crack e heroína, a qual terá eventualmente levado ao fim da banda. Desde então, Doherty declarou que a ruptura da banda se devia a dificuldades na relação entre o próprio e Barât, que não estariam relacionadas com a sua dependência de drogas. Os membros dos The Libertines partiram, então, para a formação de novas bandas, as quais obtiveram diferentes graus de sucesso comercial e crítico.
Em Agosto de 2010, os quatro membros dos The Libertines juntaram-se para tocar uma série de shows, incluindo apresentações nos festivais de Reading e Leeds. Estes concertos receberam uma resposta altamente positiva por parte da imprensa e dos fãs.

## História

### Início (1997-2001)
Os membros fundadores dos The Libertines, Peter Doherty e Carl Barât, conheceram-se quando Barât estava a estudar representação na Universidade de Brunel, em Uxbridge, e partilhava um apartamento em Richmond, Londres, com Amy-Jo Doherty, a irmã mais velha de Peter. Isto durou até ambos se aperceberem das suas capacidades criativas colectivas e estabeleceram um vínculo sobre a sua paixão compartilhada pela escrita de canções.
Barât abandonou o seu curso de representação no seu segundo ano; Doherty deixou o seu curso de Literatura Inglesa na Queen Mary, University of London após apenas um ano de estudo, e ambos mudaram-se para um apartamento em Camden Road, Norte de Londres, ao qual chamaram "The Delaney Mansions".
Formaram então uma banda com o seu vizinho Steve Bedlow, mais conhecido por Scarborough Steve, e adoptaram o nome The Strand, mais tarde posto de parte para se tornarem The Libertines, inspirado na obra "Lusts of the Libertines", do Marquês de Sade. O nome "The Albions" também terá sido considerado, mas mais tarde descartado (Albion é um nome arcaico da Grã Bretanha). Mais tarde, conheceram John Hassall e Johnny Borrell, os quais tocaram baixo para os The Libertines durante curtos períodos de tempo. Muitos dos seus primeiros concertos tiveram lugar no apartamento partilhado por Doherty e Barât.
Os Libertines terão reservado os estúdios Odessa para gravarem três músicas, assistidos por Gwyn Mathias, que trabalhou anteriormente com os Sex Pistols. No entanto, ficaram desiludidos com o baterista que contrataram, e em cima da hora Mathias requisitou a ajuda de Paul Dufour, que concordou gravar com a banda por £50. Aos 54 anos, Dufour era consideravelmente mais velho que os restantes. Apesar desta diferença de idades, ele impressionou a banda o suficiente para se tornar um dos seus membros. Os Libertines começaram a gravar mais sessões e a tocar em locais cada vez mais proeminentes. Roger Morton, um jornalista do NME que os foi ver actuar no Filthy Macnasty's Whiskey Café em Islington onde Peter trabalhava como barman, achou que tinham potencial e ofereceu-se, juntamente com um amigo, para gerir os Libertines. Apesar de uma oferta isolada de um experiente membro da indústria musical, John Waller, a banda aceitou os serviços de Morton enquanto manager. Todavia, Morton acabaria por desistir após seis meses mal-sucedidos.
Em Março de 2000, os Libertines conheceram Banny Poostchi, uma advogada da Warner Music. Reconhecendo o seu potencial, desempenhou um papel activo na gestão da banda. Eles gravaram "Legs XI", um conjunto das suas oito melhores canções à altura (e, mais tarde, um bootleg muito popular entre os fãs). Porém, em Dezembro de 2000, ainda não tinham assinado nenhum contrato, e isso fez com que Dufour, Hassall e Pootschi se afastassem dos The Libertines.
O subsequente sucesso dos The Strokes, uma banda com um estilo similar, fez com que Pootschi reconsiderasse a sua posição. Ela formolou um plano, denominado por "Plan A", para conseguir que os Libertines assinassem com a Rough Trade Records dentro de seis meses. Neste período, Barât e Doherty escreveram muitas das músicas que viriam a figurar no seu primeiro álbum. Gary Powell foi recrutado para tocar bateria, uma vez que Pootschi considerava Paul Dufour 'demasiado velho'. A 1 de Outubro de 2001, Barât e Doherty fizeram um showcase para James Endeacott da Rough Trade. Uma vez que Borrell não compareceu a este ensaio importante, telefonaram-lhe para descobrir que ele estava numa tour a 'viver a vida à grande'. O apoio de Endeacott levou a que eles tocassem para os responsáveis da Rough Trade, Geoff Travis e Jeanette Lee, a 11 de Dezembro desse ano. Foi-lhes então dito que iriam assinar contracto, e o acordo oficial teve lugar a 21 de Dezembro.
Os Libertines procuravam agora um baixista, e por isso Hassall voltou a juntar-se à banda, mas foi informado que teria de ficar com um papel secundário, uma vez que a banda se focaria na parceria entre Doherty e Barât. Após assinarem com a Rough Trade, Doherty e Barât alugaram juntos um apartamento no número 112a da Teesdale Street em Bethnal Green, ao qual chamaram "The Albion Rooms" (um local que se tornou palco de muitos dos seus guerilla gigs).

### Sucesso (2002-2003)
Agora com um line-up fixo, começaram a dar mais concertos juntamente com os The Strokes e com os The Vines. Tal fez com que o seu nome se espalhasse pela imprensa musical, com o NME a ter um interesse particular na banda (um interessse que continuou ao longo das carreiras dos quatro membros).
O seu primeiro single foi um duplo A-side de "What a Waster" e "I Get Along", produzido por Bernard Butler, antigo guitarrista dos Suede. Foi lançado a 3 de Junho de 2002 e ficou marcado pela indiferença dos media, tendo também tido pouco tempo de antena na rádio e televisão devido ao uso liberal de palavrões. Uma versão censurada surgiu na BBC Radio 1 como escolha da semana dos DJs Mark e Lard. Na semana em que o single saiu, os Libertines surgiram na capa da NME pela primeira vez. O single alcançou a 37.ª posição na tabela de singles britânica.
O seu primeiro álbum foi gravado e produzido por Mick Jones, antigo membro dos The Clash. Intitulado Up the Bracket, foi gravado nos RAK Studios em St John's Wood, com a mistura a ter lugar nos Whitfield Studios. Durante este tempo, a banda dava tantos concertos quanto possível (mais de 100 só em 2002!), incluindo as primeiras partes dos Sex Pistols e de Morrissey.
O seu segundo single foi o tema que deu título ao álbum, "Up the Bracket", e foi lançado a 30 de Setembro, alcançando a 29.ª posição na tabela. Tal foi seguido pelo lançamento do álbum a 21 de Outubro, que entrou para a 35.ª posição do top. Ainda em relação a esse ano, venceram o galardão para Melhor Banda Nova nos NME Awards, tendo o final do ano ficado marcado pela saída de Barât de "The Albion Rooms".

### Problemas (2003)
Durante a gravação de Up the Bracket e na tour que a sucedeu, o uso de drogas de Doherty aumentou bastante (nesta altura, já estava a consumir tanto crack como heroína), e sua relação com o resto da banda deteriorou-se. Surge então uma fractura no grupo, e alguma desta tensão era visível nas suas performances. Doherty expressava-se nos "Books of Albion", a sua colecção pessoal de escritos, e também cada vez mais frequentemente no fórum 'libertines.org', sob o username "heavyhorse". Os seus posts nessa altura eram imprevisíveis: por vezes, parecia angustiado e furioso; outras vezes, surgia calmo e feliz.
Os Libertines foram aos Estados Unidos para se promoverem e para trabalharem em novo material. Por volta de Maio de 2003, enquanto em Nova Iorque, gravaram as "Babyshambles Sessions", onde figuram versões de músicas posteriormente editas pelos Libertines e Babyshambles, tais como "Last Post on the Bugle", "Albion", "In Love with a Feeling" e "Side of the Road". Como uma marca do seu compromisso com a banda, Doherty e Barât tatuaram ambos a palavra "Libertine" nos seus braços, escrita na caligrafia um do outro (a do Pete tem a caligrafia do Carl e vice-versa). O prelúdio deste momento pode ser ouvido na versão das Babyshambles Sessions de "The Good Old Days". Todavia, Barât começou a ficar cada vez mais exasperado com as pessoas com as quais Doherty estava associado e as drogas que elas trouxeram. Barât abandonou as sessões repugnado e Doherty terminou sozinho as gravações. As sessões foram dadas a uma fã chamada Helen Hsu, a qual, segundo alegadas instruções de Doherty, as colocou para acesso gratuito na Internet.
De volta ao Reino Unido, as tensões continuaram a aumentar pois Doherty organizava e tocava guerrilla gigs nos quais Barât não participava. O novo single dos Libertines, "Don't Look Back into the Sun", viu o regresso de Bernard Butler enquanto produtor. A qualidade lírica da canção foi elogiada, e o single manteve-se como um bom exemplo dos talentos de Doherty e de Barât enquanto letristas. Contudo, Doherty não trabalhou bem com Butler e raramente esteve presente durante o processo de gravação. Como resultado da sua ausência, a música teve de ser unida com a voz que ele providenciou, com o próprio Butler a fazer às vezes de Doherty na guitarra.
Com a aproximação do aniversário de Barât, Doherty organizou um concerto comemorativo, uma tentativa de atenuar a tensão entre eles. Porém, Carl já se encontrava numa festa organizada por alguns dos seus amigos, e os anfitriãos convenceram-no a não a abandonar. Doherty viu-se então forçado a tocar sozinho. Sentindo-se traído, Pete recusou-se no dia seguinte a apanhar o comboio para a Alemanha para a tour europeia dos Libertines. O grupo viu-se forçado a tocar sem ele: um técnico de guitarras aprendeu as partes de Doherty e várias canções não puderam ser apresentadas. Cedo, contudo, as posições mudaram e foi Barât quem se recusou a deixar Pete voltar à banda, a não ser que ele se desintoxicasse. Doherty continuou a tocar com o seu projecto musical Babyshambles, enquanto os libertines completavam os seus compromissos no Japão sem ele. Perturbado e enraivecido, Pete assaltou o apartamento de Carl e foi consequentemente preso. A 11 de Agosto, declarou-se culpado na audiência preliminar à acusação de assalto.
No meio do tumulto interno, "Don't Look Back into the Sun" foi lançado a 18 de Agosto e alcançou o 11.º lugar nas tabelas, a mais alta posição que tinham atingido até então. Os The Libertines tocaram nos festivais de Reading e Leeds com Anthony Rossomando como guitarrista substituto (o qual, mais tarde, viria a fazer parte dos Dirty Pretty Things). A 7 de Setembro, o juiz Roger Davies sentenciou Doherty a 6 meses de prisão. Ele cumpriu a sua pena na prisão de Wandsworth. Esta sentença seria mais tarde reduzida pelo juiz Derek Inman para 2 meses após apelo.

### Segundo álbum e o fim dos The Libertines (2003-2004)
Barât encontrava-se à espera de Pete nos portões da prisão quando ele foi solto, em Outubro de 2003. Após um reencontro emotivo, deram um concerto no próprio dia no pub Tap'n'Tin, em Chatham, Kent, juntamente com Hassall e Powell, presenças essas que não estavam previstas. O show tornou-se o 'Concerto do Ano para a NME. Os Libertines partiram para dar três concertos consecutivos com lotação esgotada no London Forum a meio de Dezembro de 2003, acabando em invasões de palcos por parte dos fãs. Estes espectáculos seriam nomeados pela Q Magazine para os 100 melhores concertos de todo o tempo. Os Libertines também partiram numa digressão vastamente aclamada pelo Reino Unido em Março de 2004, que incluiu mais três datas esgotadas em Londres, desta vez na Brixton Academy.
Banny Pootschi demitiu-se e foi substituída enquanto manager por Alan McGee, previamente o fundador da Creation Records, mais famoso por ter assinado os Oasis e que viria mais tarde a gerir os Dirty Pretty Things. Continuaram a dar concertos e começaram a gravar o seu segundo álbum com Butler. Todavia, a relação entre este e Doherty foi tão mal-sucedida quanto anteriormente e tais tentativas foram brevemente abandonadas. No início de 2004, os Libertines ganharam o galardão de Melhor Banda nos NME Awards, apesar de "Don't Look Back Into The Sun" ter sido o seu único lançamento no ano anterior.
Em paralelo com os Libertines, Doherty gravou a voz de "For Lovers", uma canção escrita pelo seu amigo e poeta local Peter Wolfe, mais conhecido por Wolfman. "For Lovers" foi lançado a 13 de Abril de 2004 e alcançou um n.º 4 nas tabelas, eclipsando a melhor entrada dos Libertines à altura. Apesar de Barât não tolerar Wolfe e as drogas que a ele estavam associadas, gravou a guitarra para o B-side daquele single, "Back from the Dead".
Mick Jones voltou como produtor para a segunda tentativa de gravação do novo álbum. Doherty voltou ao consumo de drogas e, como tal, as suas relações tornaram-se tensas. Foram contratados seguranças para a protecção de Pete e Carl e para impedirem que estes dois brigassem. O álbum foi terminado e Doherty deixou a mistura e edição para os outros; ele nunca mais voltaria a entrar em estúdio com os Libertines.A 14 de Maio de 2004, foi admitido na 'The Priory', uma clínica de reabilitação muito reputada, como tentativa de combater as suas adições. Abandonou-a cedo, para depois lá voltar e sair novamente apenas uma semana depois, a 7 de Junho.
Durante este tempo, Barât iniciou uma noite semanal no Infinity Club (West End, Londres) chamada 'Dirty Pretty Things' (mais tarde uma disputa forçou a alteração do seu nome para 'Bright Young Things'). No dia em que Doherty saiu da Priory pela segunda vez, foi ao tal clube e falou com Barât, com John Hassall e Gary Powell também presentes. Pete disse-lhe que iria para o Wat Tham Krabok na Tailândia para se desintoxicar. Os Libertines deram um pequeno concerto nessa noite: seria a última vez que os três tocariam juntos por mais de 6 anos, e a última vez que Doherty falou com Barât por mais de 9 meses.
A reabilitação de Pete foi, mais uma vez, infrutífera. Ele abandonou o mosteiro e foi até Banguecoque para procurar drogas. Os restantes Libertines, com Rossomando a entrar mais uma vez como guitarrista substituto, deram vários concertos para promoverem o álbum e honrarem compromissos (tendo já uma vez cancelado alguns espectáculos, fazê-lo outra vez seria muito dispendioso). A 17 de Junho, de volta a Inglaterra, Doherty foi preso por porte de arma - uma faca flick personalizada que tinha comprado na Tailândia para oferecer a Carl pelo seu aniversário. Ele declarou-se inocente e foi sentenciado a 1 de Setembro a 4 meses de prisão, mas tal pena foi suspensa por 12 meses. Os Libertines não deixaram Doherty tocar com eles mas prometeram que "quando ele tratar de seus vícios, será imediatamente bem-vindo de volta à banda". No entanto, Doherty conseguiu atingir um sucesso crescente com a sua nova ventura, os Babyshambles, o que veio a reduzir as hipóteses de reconciliação.
Entretanto, os Libertines continuavam a lançar novo material. O novo single "Can't Stand Me Now", o qual detalhava a roptura da em tempos sólida amizade dos frontmen enquanto ilustrava a relação amor-ódio entre os dois, foi editado a 9 de Agosto e atingiu o n.º 2 do top. O seu álbum homónimo, The Libertines, foi lançado no final de Agosto e liderou a tabela de álbuns. O seu último single, "What Became of the Likely Lads", alcançou um 9.º lugar.
Os libertines deram aquele que seria o seu último concerto durante mais de 5 anos em Paris, a 17 de Dezembro de 2004, ainda sem Doherty. Barât escolheu então dissolver os Libertines uma vez que não estava mais a fim de fazer digressões e editar novo material sob tal nome sem Doherty.

### Reuniões (2005-presente)
Doherty e Barât permaneceram sem se contactarem por vários meses após o fim dos Libertines. Contudo, a 18 de Abril de 2005, por volta das 23:30, Pete e Carl reencontraram-se no Boogaloo Bar em Highgate, Norte de Londres. Tal foi um encontro amigável e foi a primeira vez que os dois se encontraram desde 8 de Junho de 2004, pouco antes de Doherty partir para a Tailândia. A reunião teve lugar quando Barât chegou ao bar por volta das 22:00 e lhe foi comunicado que havia uma forte possibilidade que o seu antigo colega de banda também visitasse o pub naquele serão. Depois de se aperceber da hipótese de uma reunião, Barât disse ao jornalista Anthony Thornton que "isso bem pode acontecer já, porque alguma vez irá acontecer". Diz-se que o par parecia nervoso a princípio, mas cumprimentaram-se com um abraço, antes de conversarem. Barât terá também dito que os Libertines estavam apenas "congelados" e que estaria em contacto intermitente com Doherty.
O próximo encontro emocional dos dois aconteceria a 18 de Julho de 2006, no Dublin Castle Pub em Camden, Londres. Eles também terão conversado com a banda de Los Angeles The Tender Box, que lá estavam a tocar naquela noite. Eles disseram ao NME: "Quem sabe se eles regressarão? Parecia haver muita 'química' entre eles". Barât disse mais tarde numa entrevista que aquilo foi "um bocadinho público demais para o meu gosto. Eu estava cego de bêbedo naquela noite".
O par reencontrou-se brevemente na edição de 2007 dos NME Awards. Após ter sido guiado até à mesa de Doherty pela sua comitiva, Carl e Pete falaram por um bocado na mesa, antes de saírem em direcção ao bar. De acordo com o NME, eles aparentavam darem-se muito bem, apesar de não se terem encontrado desde a reunião no Dublin Castle em 2006.
A 12 de Abril de 2007, no Hackney Empire de Londres, Barât juntou-se a Doherty em palco para tocarem juntos algumas antigas canções dos Libertines, naquela que seria a sua primeira performance ao vivo desde que o par se separou. O duo reunido tocou "What a Waster", "Death on the Stairs", "The Good Old Days", "What Katie Did", "Dilly Boys", "Seven Deadly Sins", "France", "Tell the King", "Don't Look Back Into the Sun", "Dream a Little Dream of Me", "Time for Heroes", "Albion", e "The Delaney".
Todavia, tanto Pete como Carl afirmaram que aquele era um acontecimento único. Para acabar com os rumores de mais shows juntos, Barât disse: "estamos os dois a fazer coisas diferentes e eu estou muito empenhado nos Dirty Pretty Things.. Estou concentrado no novo álbum dos Dirty Pretty Things". Entretanto, Doherty revelou que, a juntar-se a um álbum acústico a solo, ele e os Babyshambles voltariam a estúdio para trabalharem no seu novo álbum com Stephen Street.
A BBC Radio 2 regravou todo o "Sgt. Pepper's Lonely Hearts Club Band" para o 40.º aniversário do álbum em Junho de 2007, e Doherty e Barât interpretaram a faixa "A Day in the Life" para o projecto. Foi a primeira vez que gravaram juntos uma música desde Abril de 2004.
A 29 de Junho, Pete foi convidado do programa "Friday Night with Jonathan Ross", onde, quando confrontado, palpitou acerca de um possível regresso da banda. Doherty brincou quando disse que Barât estava com pouco dinheiro e poderia alinhar numa tour de regresso. Mais tarde nesse ano, foi anunciado que um novo álbum best of, intitulado "Time for Heroes - The Best of The Libertines", seria lançado a 29 de Outubro de 2007. O seu alinhamento não continha canções não publicadas.
Em Maio de 2008, Barât disse que apenas se reuniria com Pete para fazer um novo álbum, mas também gostava de deixar passar um tempo uma vez que estava ocupado com a sua nova banda, apesar de se referir à sua relação com Doherty como "uma amizade que estima" e declarar que um regresso não seria difícil.
Numa entrevista em Julho de 2008, Barât disse que os Libertines eram um "assunto por terminar" e que tinha saudades de actuar com Doherty, do que havia sido particularmente relembrado no concerto no Hackney Empire. À questão de um regresso dos Libertines, ele declarou que era um "grande talvez".
A 17 de Setembro de 2008, Doherty dava um concerto privado no pub Prince of Wales em Camden integrado na London Fashion Week. Perto do fim da actuação de 45 minutos, Barât subiu a palco para se juntar ao seu antigo colega de banda. O reencontro pareceu não ser planeado: Pete saudou-o exclamando "Stone me, Carl!". Com a química de costume, o par tocou várias canções dos Libertines, incluindo "Time for Heroes", "Don't Look Back into the Sun", "Horrorshow", "France" e "Death on the Stairs", bem como uma cover dos Oasis, "Don't Look Back in Anger". Esta foi a primeira vez que Barât e Doherty tocaram juntos desde Abril de 2007. Apesar de parecerem próximos numa intervista que se seguiu ao show, as suas intensões em relação a colaborações futuras permaneceram críticas. Barât também declarou ter uma nova tatuagem, com as palavras "let's put our futures behind us", o que poderia indicar um possível perdão e uma reunião com Doherty.
Poucos dias depois, a 1 de Outubro de 2008, foi anunciado que a banda de Carl, Dirty Pretty Things, iria acabar após uma tour de um mês pelo Reino Unido. Numa declaração, a banda dizia que era tempo para tentarem coisas novas, mas acrescentando que isto não envolveria os Libertines.
Em Fevereiro de 2009, Pete afirmou que tinham oferecido milhões a si e a Carl para se juntarem e encabeçarem o cartaz dos festivais de Reading e Leeds, mas apesar de se ter mostrado interessado, Barât teria recusado a oferta. Em resposta a isto, Barâ afirmou que tinha acabado de se libertar e que, portanto, a última coisa que queria era ocupar a sua cabeção com uma reunião, e que estava descartada a hipótese por agora.
A 25 de Fevereiro de 2009, na cerimónia dos NME Awards, Barât afirmou que o par continuava a ser os Libertines, enquanto Doherty admitia que tinha de "torcer o braço" de Carl acerca de um regresso, antes de declarar 2010 como uma possível data. Barât também deixou a hipótese de lançar um álbum a solo.
A 15 de Maio de 2009, Pete Doherty, Carl Barât e Gary Powell reuniram-se na Rhythm Factory em Londres para um concerto de tributo a Johnny Sedassy, o qual costumava organizar concertos dos Libertines tal como dos Babyshambles e de Peter a solo. John Hassall esteve ausente, mas o baixista dos Babyshambles, Drew McConnell, ocupou o seu lugar. A banda tocou "What a Waster", "Up the Bracket", "Can't Stand Me Now" e "Time for Heroes". Foi a primeira vez que a banda tocou junta ao vivo desde o seu fim em 2004.
A 29 de Março de 2010, era anunciado que os Libertines se juntariam para os festivais de Reading e Leeds desse ano. Eles eram os convidados especiais para o Bramham Park, Leeds, na sexta-feira 27 de Agosto, e para a Little John's Farm, em Reading, no dia seguinte. Em sequência a este anúnciio, a banda deu uma conferência de imprensa a 31 de Março para discutir o seu regresso no pup Boogaloo. A conferência tornou-se num concerto improvisado, com a banda a tocar muitas das suas antigas canções. As apresentações em Reading e Leeds foram precedidas por duas noites no HMV Forum de Londres. Um ensaio perante 300 amigos, familiares e alguns membros da imprensa musical teve aí lugar a 24 de Agosto, enquanto que no dia seguinte o recinto foi esgotado num espectáculo exclusivo para fãs.
Doherty prometeu que as performances dos Libertines nos festivais de Reading e Leeds seriam inesquecíveis. As actuações receberam críticas muito positivas dos fãs e da imprensa.
Após os concertos desse Verão, permanece incerto o futuro dos Libertines, uma vez que Carl e Pete embarcaram ambos em carreiras a solo. Todavia, ainda restam esperanças de mais uma reunião, uma vez que tanto Doherty como Barât confirmaram terem recebido mais propostas conjuntas.
No início de 2013, Carl Barat apresentou por meio do twitter uma música inédita da banda, "War of Roses", o que aumentou ainda mais as especulações de que a banda poderá retornar um dia. 

## Discografia

### Sessions
- Unsorted Early Studio Recordings (1997 - 2000)
- Legs 11 (2000)
- Nomis Studio Demos 2nd Session (2002)
- Baby Shambles Sessions (2003)
- Chicken Shack Sessions (2003)
- The French Sessions (2003)
- The Sailor Sessions (2003)
- The Branding Sessions (2004)

### Álbuns de estúdio
- Up the Bracket (2002)
- The Libertines (2004)
- Anthems For Doomed Youth (2015)

### Compilações
- Time for Heroes – The Best of The Libertines (2007)